# Reïncarnatie

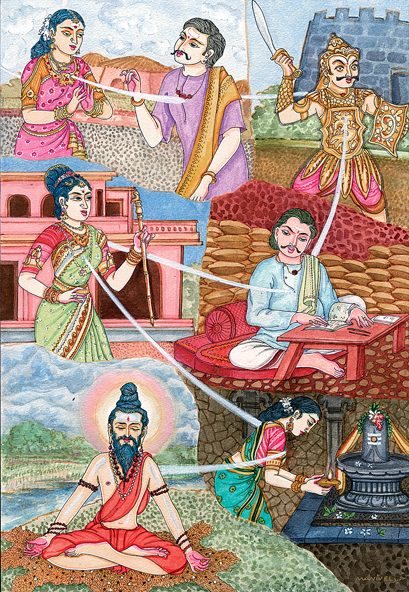
Hindoeïstische afbeelding met de levensdraad

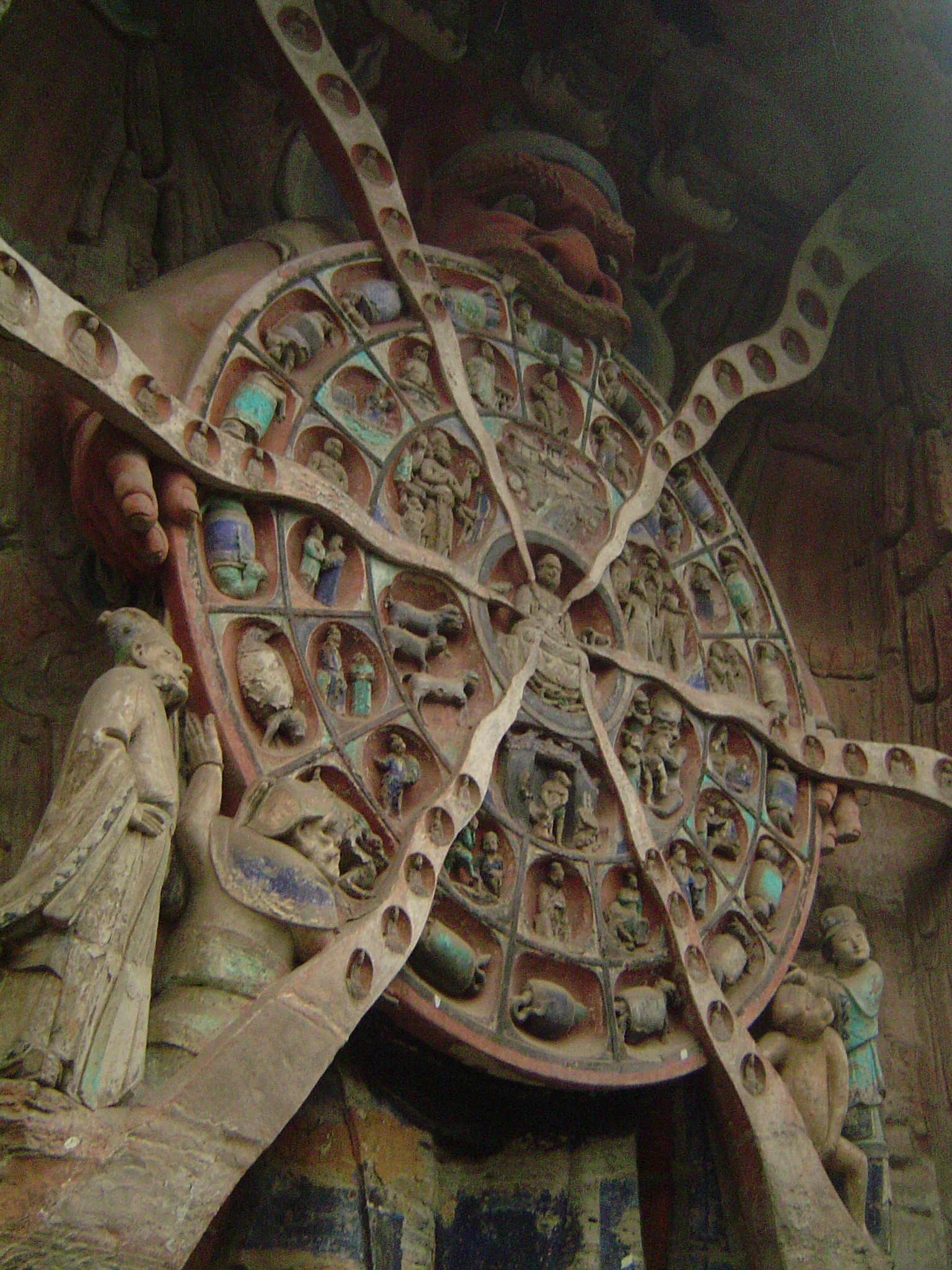
De deva Mara, Heer van Dood en Lust, houdt het wiel van reïncarnatie vast en probeert mensen in het samsara te houden, boeddhistisch beeld, 1177-1249

Reïncarnatie (Latijn: caro, vlees; re, opnieuw, wedervleeswording, Grieks metempsychôsis, opnieuw bezield), ook wel zielsverhuizing, wedergeboorte of transmigratie genoemd, is de religieuze of filosofische opvatting dat het niet-lichamelijke deel van een levend wezen (de ziel of de geest) na de dood niet verdwijnt, maar opnieuw in een ander levend wezen geboren wordt. Ook de termen metempsychose en palingenese zijn nauw verwant aan reïncarnatie.
De belangrijkste religies met een geloof in reïncarnatie zijn Aziatische religies, vooral het hindoeïsme, het jainisme, het boeddhisme en het sikhisme. Daarnaast komt het ook voor in de newagebeweging en bij sommige inheemse religies van Noord- en Zuid-Amerika. Het geloof in reïncarnatie wordt ook aangetroffen bij sommige kleine gemeenschappen in gebieden die als islamitisch bekendstaan, zoals de druzen. In het jodendom wordt reïncarnatie 'Gilgul' genoemd. Het huidige christendom wijst het idee af, maar het vroege christendom kende ook gelovers in reïncarnatie. De leer over reïncarnatie en incarnatie in de verschillende religies verschillen dikwijls van elkaar en soms wordt aan andere termen de voorkeur gegeven.

## Reïncarnatie in hindoeïsme en boeddhisme
Reïncarnatie is het meest bekend als behorend tot het hindoeïsme en boeddhisme. In deze gevallen is het sterk verwant met het begrip karma, wat de toekomstige geboorte beïnvloedt. Volgens deze overtuiging leiden goede daden tot goede gevolgen, zowel in het huidige als het toekomstige leven. En zo ook voor slechte daden.
Het kastenstelsel is ook heel belangrijk bij reïncarnatie in het hindoeïsme. Het kastenstelsel bestaat uit vier verschillende hoofdkasten:
- Brahmanen (priesters)
- Kshatriyas (krijgers)
- Vaisjas (handelaren en boeren)
- Sjudras (handwerklieden)

Er zijn ook mensen die tot geen van deze kasten behoren: kastelozen of onaanraakbaren.
In het kastenstelsel zijn drie begrippen belangrijk:
- Wedergeboorte - Hindoes geloven dat als iemand sterft de ziel van die persoon voortleeft. De ziel komt dan in een andere gedaante (mens of dier) terug. Als je goed leeft kun je na de dood in een hogere kaste terecht komen en uiteindelijk word je bevrijd van het aardse leven om samen te leven met god.
- Karma - Het begrip karma geeft aan dat een Hindoe als resultaat van zijn daden in een vooraf bepaalde kaste geboren kan worden. Door veel goede daden te verrichten kun je in een hogere kaste geboren worden en door veel slechte daden te doen in en lagere kaste. Je kunt niet tijdens het leven van kaste veranderen.
- Dharma - De orde van alle natuurlijke dingen en orde in de kosmos. Iedereen moet dit volgen om een goed mens te zijn.

In het boeddhisme en het hindoeïsme geeft men de voorkeur aan het begrip wedergeboorte boven reïncarnatie, daar reïncarnatie impliceert dat er iets is dat weer opnieuw geboren wordt, en het boeddhisme het bestaan van een eeuwigdurend 'ik', 'zelf' of 'ziel' niet onderschrijft (zie ook Drie karakteristieken). In het boeddhisme wordt reïncarnatie als samsara beschreven, een eindeloze cyclus van steeds weer nieuwe levens die aangedreven wordt door de mentale corrupties van de geest. Vrijheid van deze cyclus is het nirwana. In het sikhisme gelooft men dat lotsbestemmingen door goede en slechte daden in het leven bepaald worden, karma. Hun geloof in reïncarnatie lijkt veel op dat van het boeddhisme en het hindoeïsme.
In het jaïnisme gelooft men dat Moksha kan worden bereikt: eeuwige gelukzaligheid. Door goede daden te verrichten kan je dit bereiken. Als je slechte dingen doet krijg je karma. De gevolgen van de slechte daad komen in dit leven of een ander leven terug.

## Westerse esoterische groepen
Het idee achter reïncarnatie is in westerse groeperingen soms dat het mensenleven een leerschool is. Vooral in de newagebeweging wordt reïncarnatie als een positief beginsel omschreven. Een ziel reïncarneert in een ander levend wezen om via dat andere levende wezen nieuwe dingen te "leren" en nieuwe ervaringen op te doen.
In westerse esoterische groeperingen wordt het idee van reïncarnatie aangehangen, hoewel niet altijd op dezelfde wijze. In navolging van de theosofie gaan ook de antroposofen, de rozenkruisers en andere esoterische groepen (sommige wicca-aanhangers) uit van reïncarnatie, waarbij zij echter de mogelijkheid van het onaangename terugvallen naar een "lager bewustzijnsniveau" zoals in het hindoeïsme mogelijk is, meestal verwerpen.

### Antroposofie
De menselijke geest gaat volgens Rudolf Steiner door vele aardse incarnaties, om zo tot een steeds hogere evolutiegraad te kunnen komen. Tijdens zijn opeenvolgende levens bouwt de mens volgens Steiner een schuldenbalans op, karma genoemd, die zowel negatief als positief kan zijn en ten dele zijn levenslot bepaalt. Samen met de mens ontwikkelen volgens Steiner ook de aarde en de andere planeten, evenals een geestelijke "hiërarchie" waarin engelen, aartsengelen en hogere hiërarchische wezens, zich voortdurend door evolutionaire fasen heen.

### Theosofie
Volgens Helena Blavatsky, medeoprichter van de Theosophical Society, verwijst transmigratie naar de beweging van atomen van het lichaam en lagere beginselen, en niet naar het ego of de ziel. Ze beschreef transmigratie als de beweging van levensatomen door verschillende organische levensvormen na de dood. Deze atomen, die deel uitmaken van het levensprincipe (jiva), ondergaan eindeloze transmigraties en zouden uiteindelijk, na zo'n 3000 jaar, terugkeren om een nieuw lichaam te vormen voor dezelfde monade (de werkelijke ziel). Blavatsky stelt daarom ook dat leven in alle materie aanwezig is, zelfs in anorganische stoffen die latent leven bevatten.